# 総資産利益率
総資産利益率（そうしさんりえきりつ、英: return on assets、ROA）は、財務分析の概念の一つ。
総資産利益率は、当期純損益を総資産で割った数値である。経営資源である総資産を如何に効率的に活用して利益に結びつけているかを示している。総資産利益率は、「売上高利益率×総資本回転率」という形でも表される。売上高利益率は収益性を示す指標であり、総資本回転率は効率性の指標であるが、総資産利益率は収益性と効率性を同時に示す指標である。
- ROA(％)＝当期純利益÷総資本×100

総資本=自己資本+負債であるので、以下の式も成り立つ。
- ROA(％)＝当期純利益÷(自己資本+負債)×100

なお、総資本利益率の派生用語として、総資本売上総利益率と総資本純利益率があり、前者は売上総利益 ÷ 総資本 × 100、後者は総利益 ÷ 総資本 × 100 で求められる。 